# 888. grenadirski polk (Wehrmacht)
888. grenadirski polk (izvirno nemško 888. Grenadier-Regiment; kratica 888. GR) je bil pehotni polk Heera v času druge svetovne vojne.

## Zgodovina
Polk je bil ustanovljen 12. marca 1943 kot okrepljeni grenadirski polk. Aprila istega leta je bil uporabljen za ustanovitev 44. pehotne divizije.